# الحزب العربي الفلسطيني
الحزب العربي الفلسطيني هو حزب سياسي فلسطيني سابق ذو توجه وطني، تأسس في أبريل 1935، كان من أشهر قادته وشخصياته جمال الحسيني وعبد الله سمارة، وكان من أكبر الأحزاب السياسية في فلسطين الانتدابية وأقواها نفوذًا وتأثيرًا وأكثرها تمثيلاً للشعب الفلسطيني.

## التأسيس
تأسس الحزب العربي الفلسطيني في آواخر مارس 1935 على يد فهمي الحسيني وعبد الله سمارة وفريد عنبتاوي وآخرين.